# NGC 2683
NGC 2683 è una galassia a spirale visibile nella costellazione della Lince.
È nota presso gli astrofili con la denominazione di Galassia UFO, a causa della sua forma molto simile ad un disco volante visto quasi di taglio. Si osserva sul confine con la costellazione del Cancro, e si presenta come una galassia leggermente inclinata di lato; la sua distanza è stimata sui 25 milioni di anni luce. In un telescopio amatoriale si presenta come un fuso luminoso, più spesso e brillante verso il centro. Presenta un dimensione angolare apparente di 9,3' per 2,2' d'angolo, la sua magnitudine è pari a 9,6. Questa galassia è di tipo Sb rispetto alla Sequenza di Hubble.